# Willys Aero
De Willys Aero is een middenklasse personenauto serie die tussen 1952 en 1955 door de Amerikaanse autofabrikant Willys-Overland en later onder het merk Willys Motors werd geproduceerd. De Aero-modellen werden ook van 1960 tot 1971 in Brazilië geproduceerd.

## Geschiedenis
Tijdens de Tweede Wereldoorlog en in de jaren daarna deed Willys-Overland goede zaken met de verkoop van de militaire Jeep, civiele Jeeps (Jeep CJ versies), én drie daarop lijkende modellen met dezelfde 'Go Devil' motor, en een nieuw chassis met langere wielbasis, maar merendeels alleen twee-wielaandrijving: de Jeep Station Wagon (1946), de Jeep Truck pick-up (1947), en de Willys Jeepster (1948). Vanuit het kleine dealernetwerk bleef echter de vraag komen om de productlijn aan te vullen met een conventionele sedan om potentiële kopers naar de showrooms te lokken.
Willys-Overlands management verzette zich hier lange tijd tegen omdat de op de Jeep gebaseerde voertuigen niet alleen redelijk populair waren, maar ook eenvoudig te fabriceren, zonder complexe (dure) metaalwerktuigen, en geen jaarlijkse model-updates nodig hadden, zoals de grote drie Amerikaanse fabrikanten bij personenauto's wél hanteerden. Zo kon Willys-Overland tot in de jaren vijftig standhouden tegen de overmacht van de Grote Drie: General Motors (G.M.), Ford en Chrysler.
Uiteindelijk gaf het management toch toe aan de druk van het dealernetwerk en de aandeelhouders en betrad het bedrijf in 1952 opnieuw de markt voor personenauto's met de Willys Aero, een sedan in het middenklasse segment. Het ontwerp kwam uit de pen van stylist Phillip Wright. De instapversies kregen de Willys 2,6-liter zijklepmotor, de luxere versies werden aangedreven door de verbeterde 2,6-liter kop/zijklepmotor.
In 1953 werd Willys-Overland overgenomen door Kaiser Motors van Henry J. Kaiser, om het nieuwe bedrijf Willys Motors te vormen. Door de overname kwam ook de Kaiser 3,7-liter zijklepmotor beschikbaar en werd de G.M. "Hydramatic" automatische transmissie als optie leverbaar.
In 1955 was de verkoop echter zo sterk afgenomen, en het productievolume zo laag, dat het bedrijf niet langer kon concurreren met de goedkope compacte automodellen van die tijd, zoals de Nash Rambler.
Na 1955 werd het model dus stopgezet, maar de productielijn werd wel bewaard voor het geval deze later misschien nog in het buitenland kon worden gebruikt. De Willys Aero ging vervolgens in 1960 opnieuw, met meer succes in productie, toen zakenman Kaiser een deal sloot in Brazilië, waar de regering de binnenlandse auto-industrie wou stimuleren.

## Modellen
De Aero Lark was het basismodel van de serie. Dit model werd in 1952 aangeboden als een tweedeurs sedan met vijf zitplaatsen en werd aangedreven door een 2,6-liter zes-in-lijn zijklepmotor met een vermogen van 55 kW (75 pk). In 1953 werd een vierdeurs sedan aan het gamma toegevoegd. In 1954 steeg het motorvermogen door een hogere compressie tot 66 kW (90 pk). In 1955 werd de Aero Lark uit het aanbod geschrapt.
De Aero Wing was beter uitgerust dan de verder identieke Aero Lark. Naast een carrosseriekleur in twee tinten en bumpers met verticale stootblokken had de Aero Wing vooral een performantere 2,6-liter kop/zijklepmotor met een vermogen van 66 kW (90 pk). De Aero Wing werd alleen in 1952 aangeboden.
In 1953 verving de Aero Falcon de Aero Wing als beter uitgerust model van de reeks. De Aero Falcon werd aangedreven door de 2,6-liter zijklepmotor. De Aero Falcon werd alleen in 1953 aangeboden.
Het topmodel van de Aero-reeks was de Aero Ace uit 1952.  Deze tweedeurs sedan gebruikte dezelfde technologie en hetzelfde exterieur als de Aero Wing, maar het interieur was nog luxueuzer uitgevoerd. Net als de andere modellen kreeg de Aero Ace in 1953 naast de tweedeurs ook een vierdeurs sedanversie. De auto's werden uitgerust met de zijklepmotor met hogere compressie van de Aero Falcon. In 1953 kreeg de Aero Ace een voorruit uit één stuk en een panoramische achterruit. In 1954 werd een Aero Ace Deluxe aan het gamma toegevoegd. Kaiser Motors, de nieuwe eigenaar van Willys-Overland sinds 1953, leverde een nieuwe 3,7-liter zescilinder zijklepmotor met dubbele carburator die het ook voor zijn eigen modellen gebruikte. Deze motor ontwikkelde 85 kW (115 pk), goed voor een topsnelheid van 136 km/u.
De Aero Eagle uit 1952 was de hardtop-coupé van de Aero-serie. Op het vlak van technologie en uitrusting kwam dit model overeen met de Aero Ace. Dit model kreeg in 1953 en 1954 dezelfde technische en stilistische wijzigingen als de Aero Ace. In 1955 werd het model niet meer aangeboden.
In 1955 werd de naam Aero geschrapt en kreeg de auto alleen de naam Ace. De tweedeurs sedans en de zescilindermotor van Willys-Overland met 90 pk werden geschrapt, alleen de Kaiser-motor met 115 pk bleef beschikbaar. Het tweekleurenschema van de carrosserie werd uitgebreid: naast het dak werden voortaan ook de motorkap, het kofferdeksel en delen van de flanken in de contrasterende carrosseriekleur gespoten. In datzelfde jaar verving de Bermuda de Aero Eagle. De stilistische veranderingen ten opzichte van zijn voorganger liepen parallel met die van de Ace ten opzichte van de Aero Ace. De twee- en vierdeurs Ace sedans werden nog als Custom aangeboden met een eenvoudigere uitrusting.

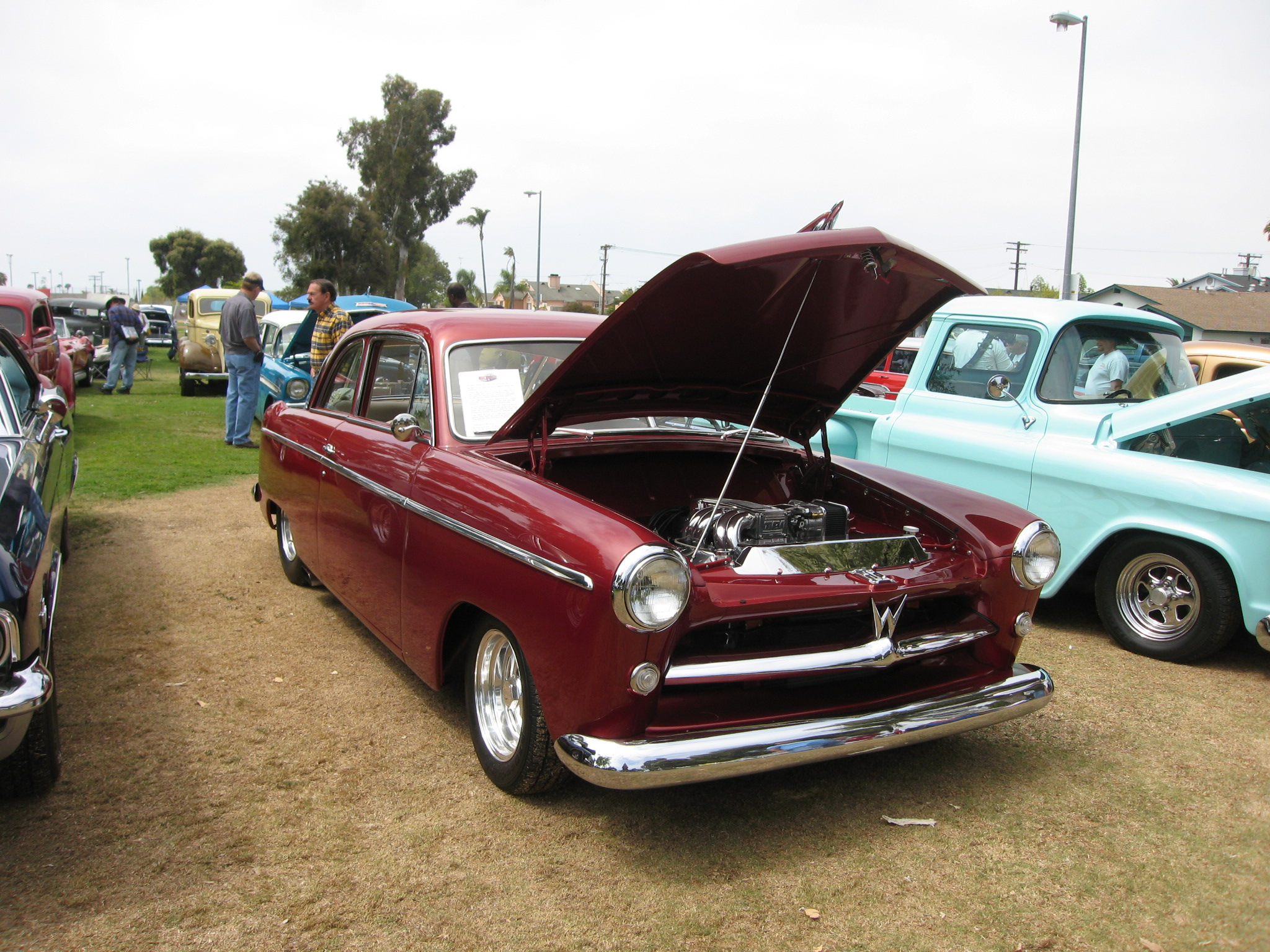
Aero Ace (1952)
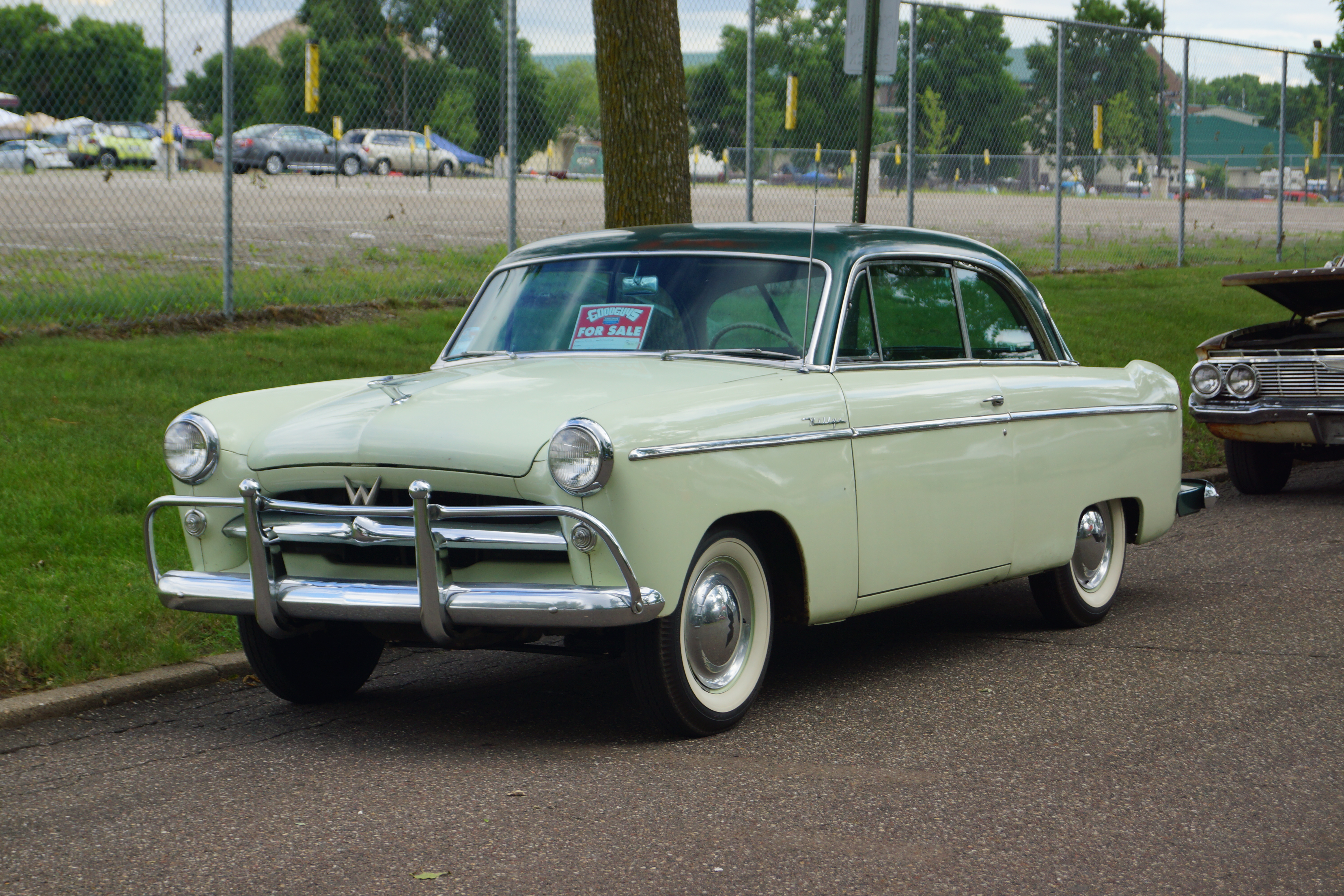
Aero Eagle (1953)
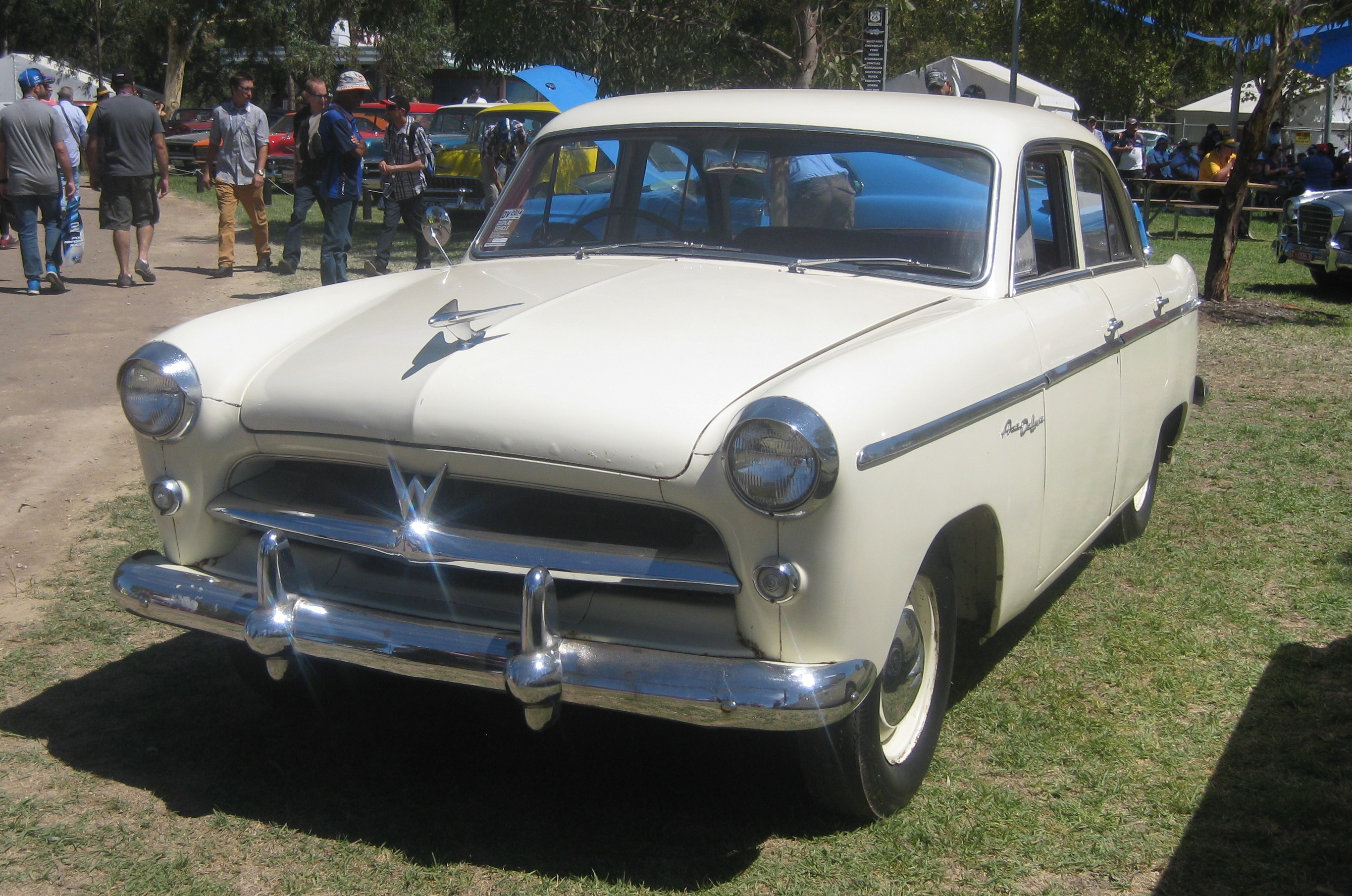
Aero Ace Deluxe (1954)
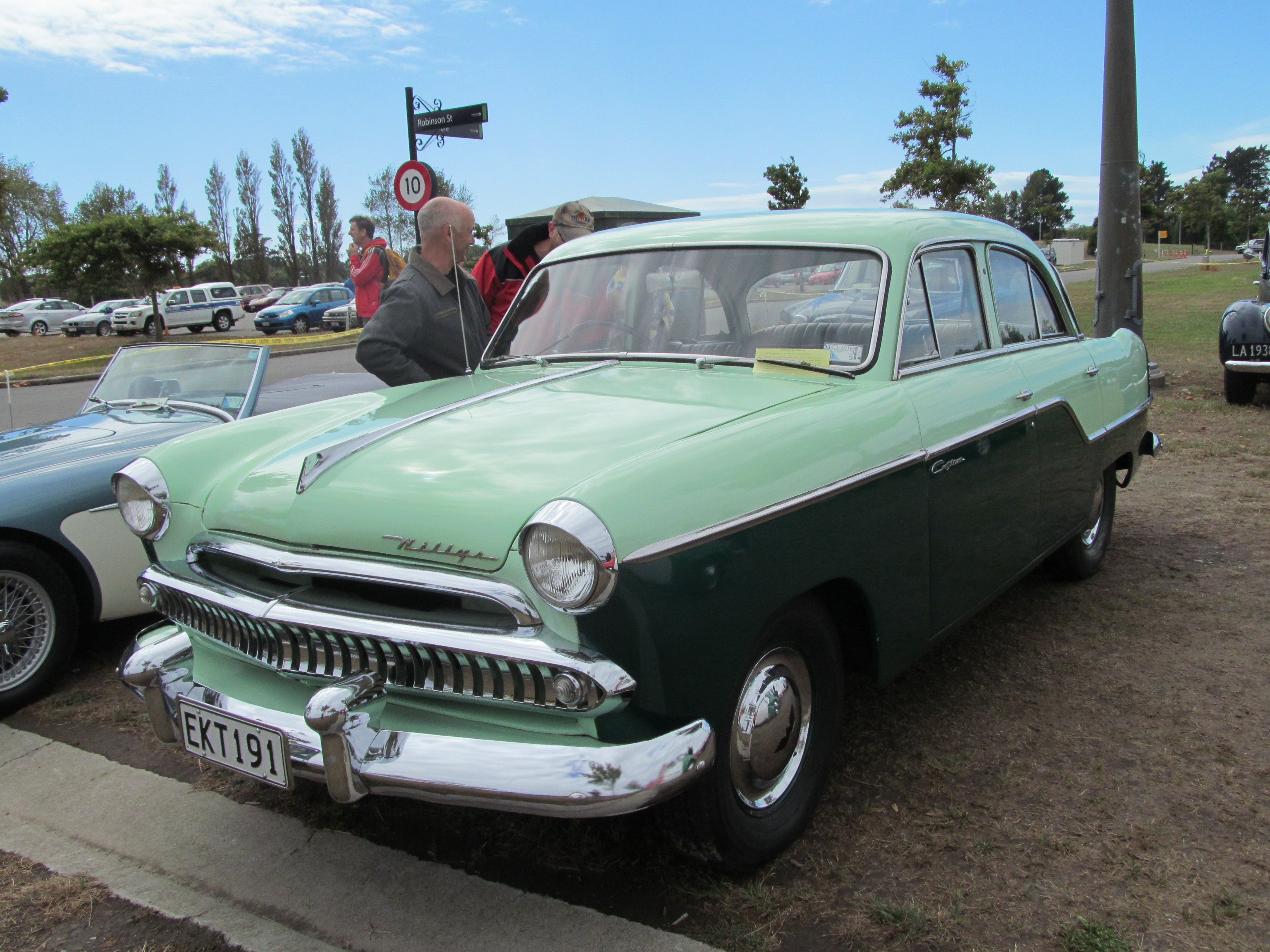
Het nieuwe tweekleurenschema van de Ace (1955)
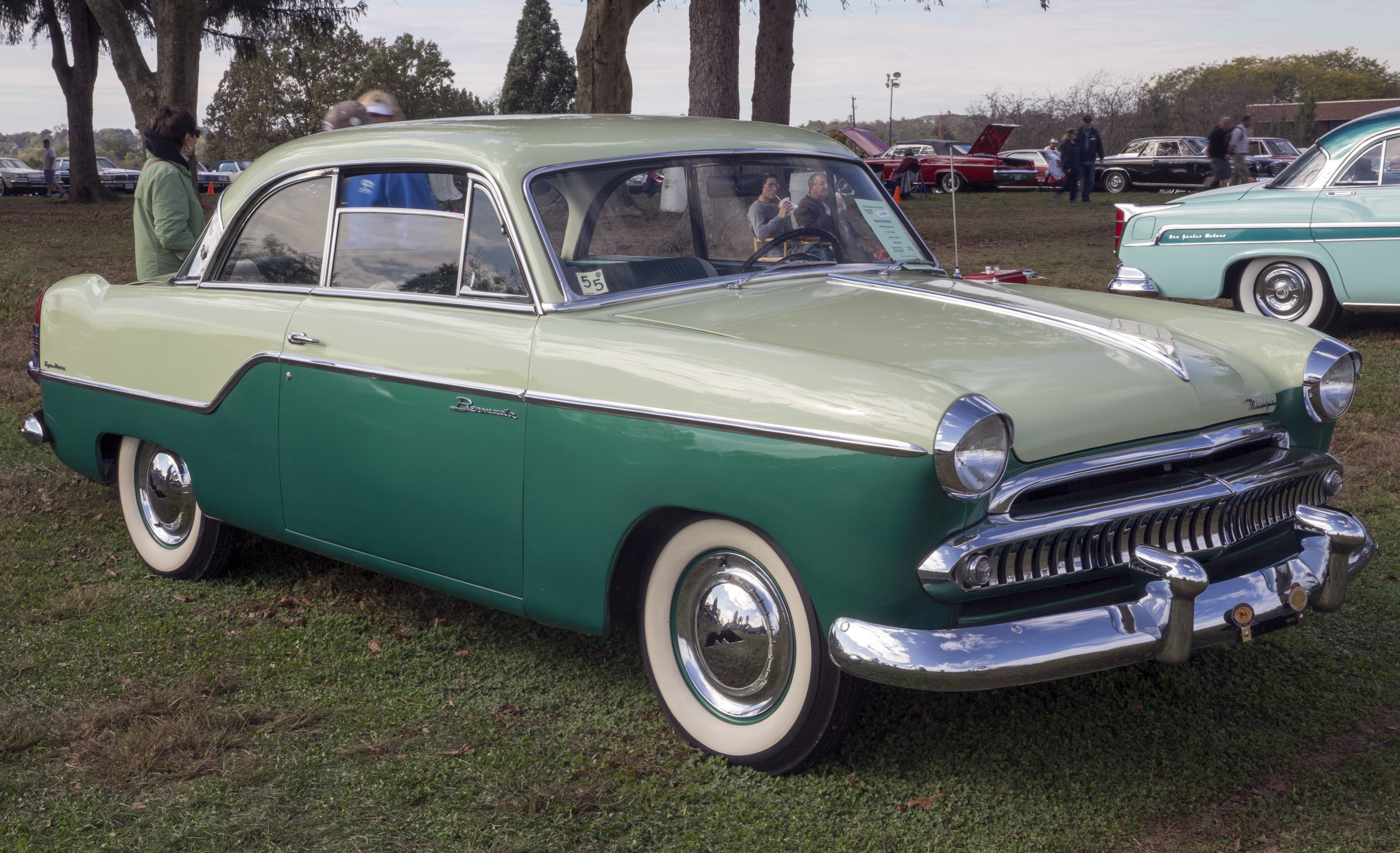
Bermuda (1955)

## Productie in Brazilië
Na het stopzetten van de productie in de VS in 1955 bleven de productiefaciliteiten behouden. Eind jaren vijftig werd de productielijn verscheept naar Brazilië, waar de overheid grote inspanningen leverde om een nationale autoproductie op te zetten.
In maart 1960 werd de Braziliaanse Aero-Willys geïntroduceerd. Aanvankelijk kwam deze grotendeels overeen met het Amerikaanse model uit 1955. De wagen werd alleen als vierdeurs sedan aangeboden met de 2,6-liter zescilinder  kop/zijklepmotor met een vermogen van 66 kW (90 pk).
In het najaar van 1962 kreeg de auto een grote facelift. Deze Aero-Willys 2600 had een nieuwe carrosserie en een motorvermogen dat steeg tot 81 kW (110 pk).
In 1966 werden twee modellen aan het assortiment toegevoegd. De Aero-Willys Itamaraty was een luxe uitvoering van de Aero-Willys 2600 met een vinyl dak en optionele airco. De Aero-Willys Itamaraty Executivo was een limousine met verlengde wielbasis, die voornamelijk door de Braziliaanse overheid gebruikt werd als uithangbord voor de nationale autoproductie. In 1967 werd een motor geïntroduceerd met een cilinderinhoud van 3,0 liter en een vermogen van 97 kW (132 pk).
In hetzelfde jaar werd Willys-Overland do Brasil overgenomen door Ford. De Aero-Willys bleef in productie tot 1971 en werd dan vervangen door de Braziliaanse versie van de Ford Maverick.
Van 1960 tot 1971 werden in Brazilië in totaal 116.967 exemplaren gebouwd, waaronder slechts 27 Executivo's.

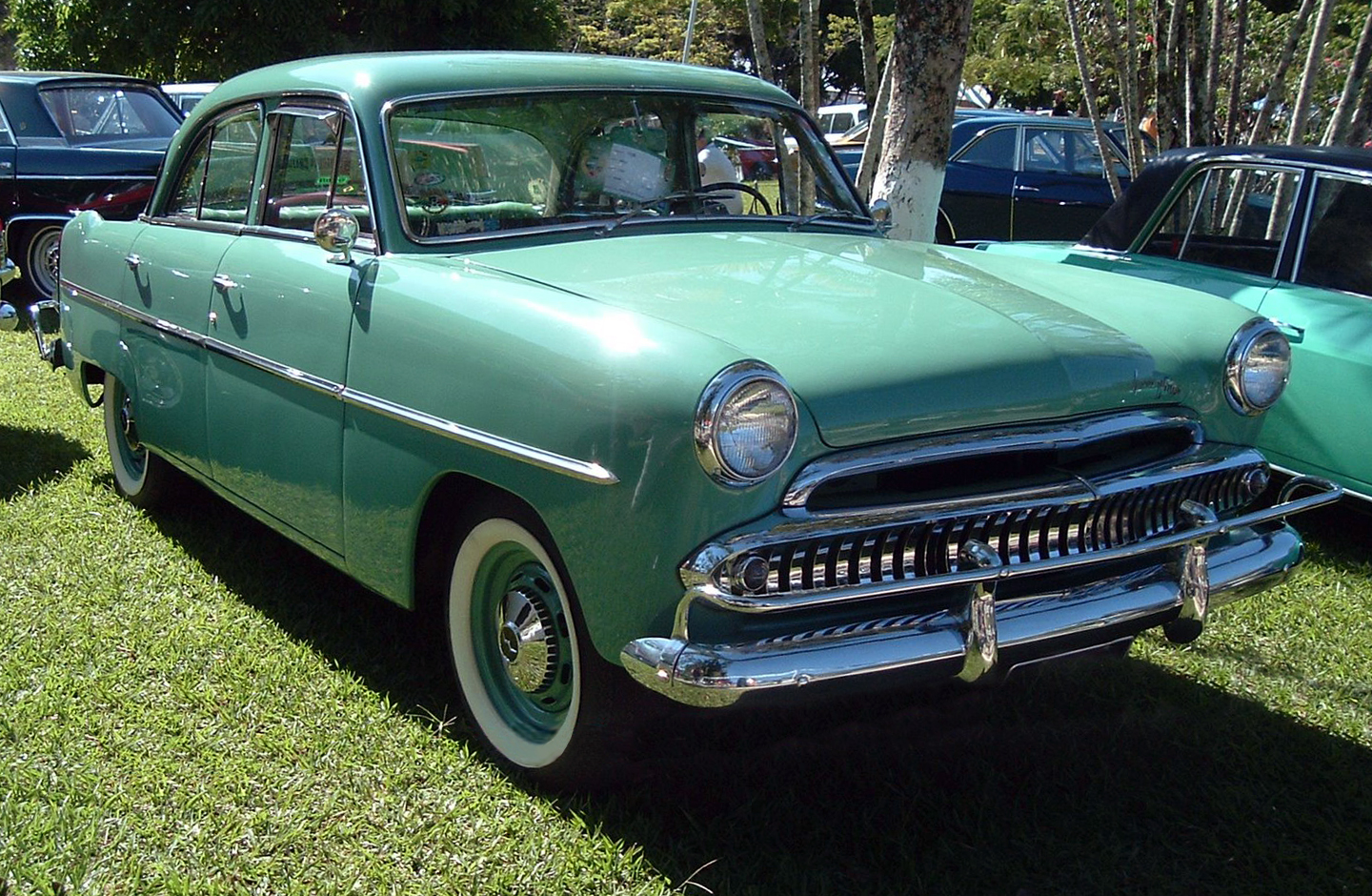
Braziliaanse Aero-Willys (1960–1962)
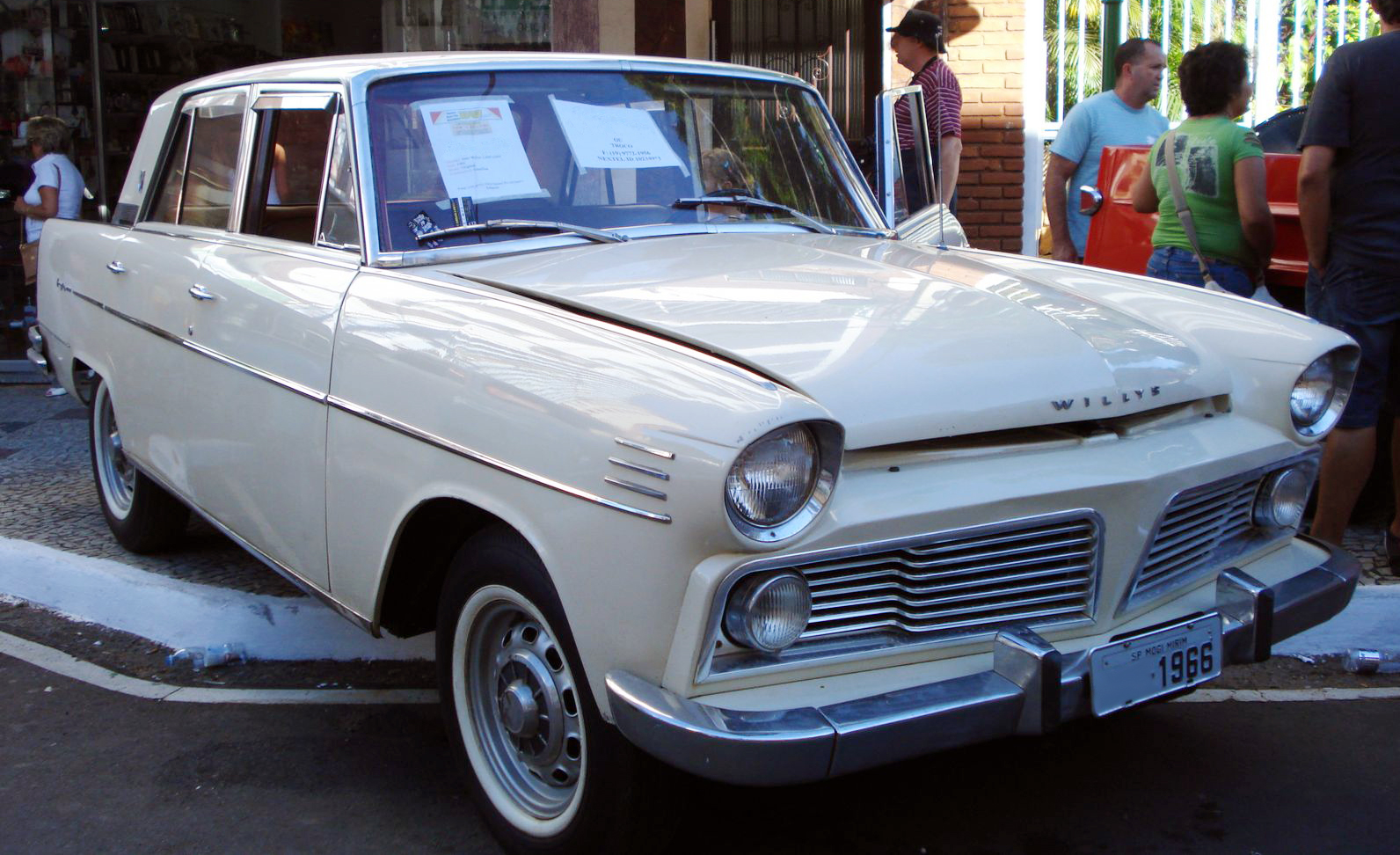
Aero-Willys 2600 (1966)
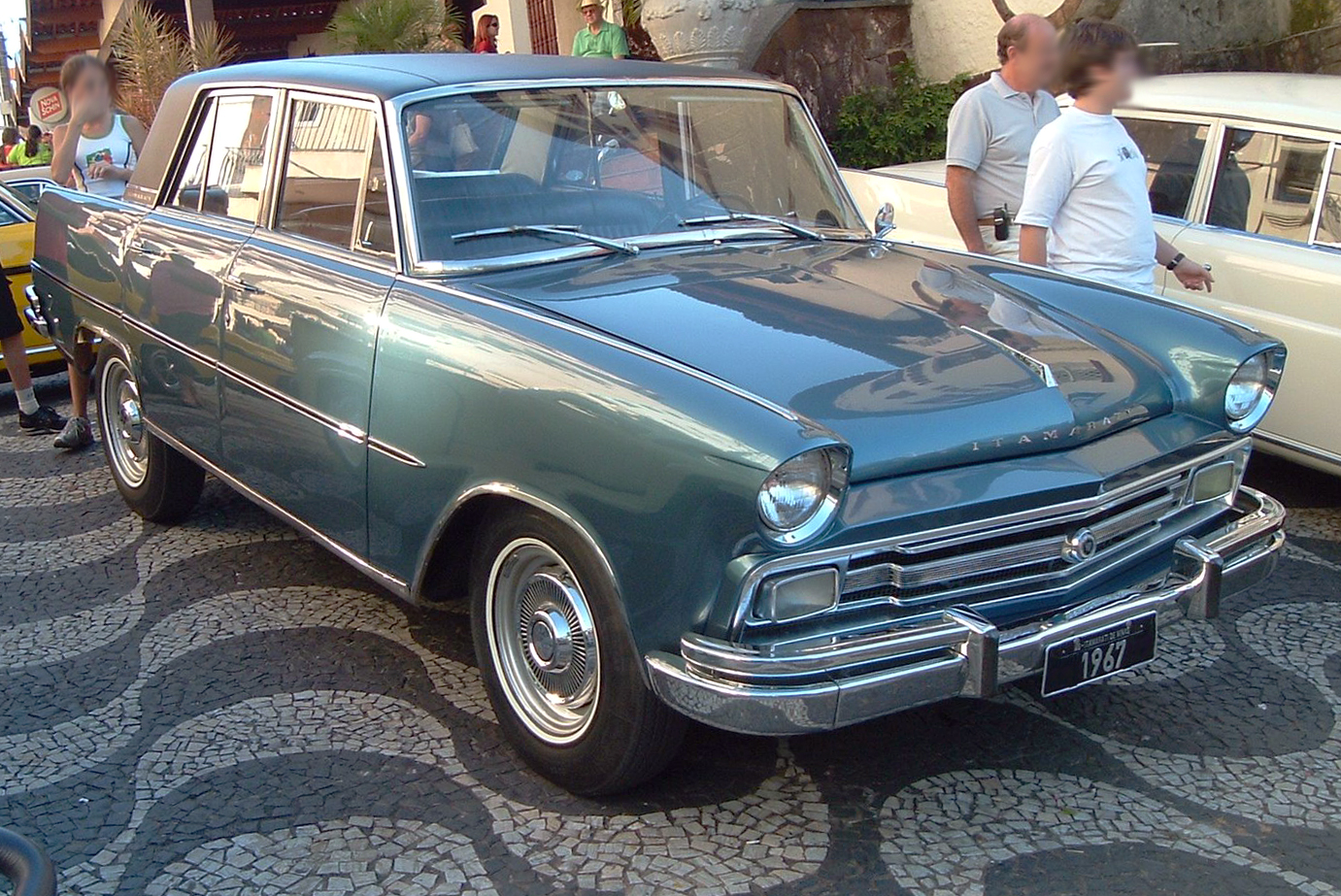
Aero-Willys Itamaraty (1967)
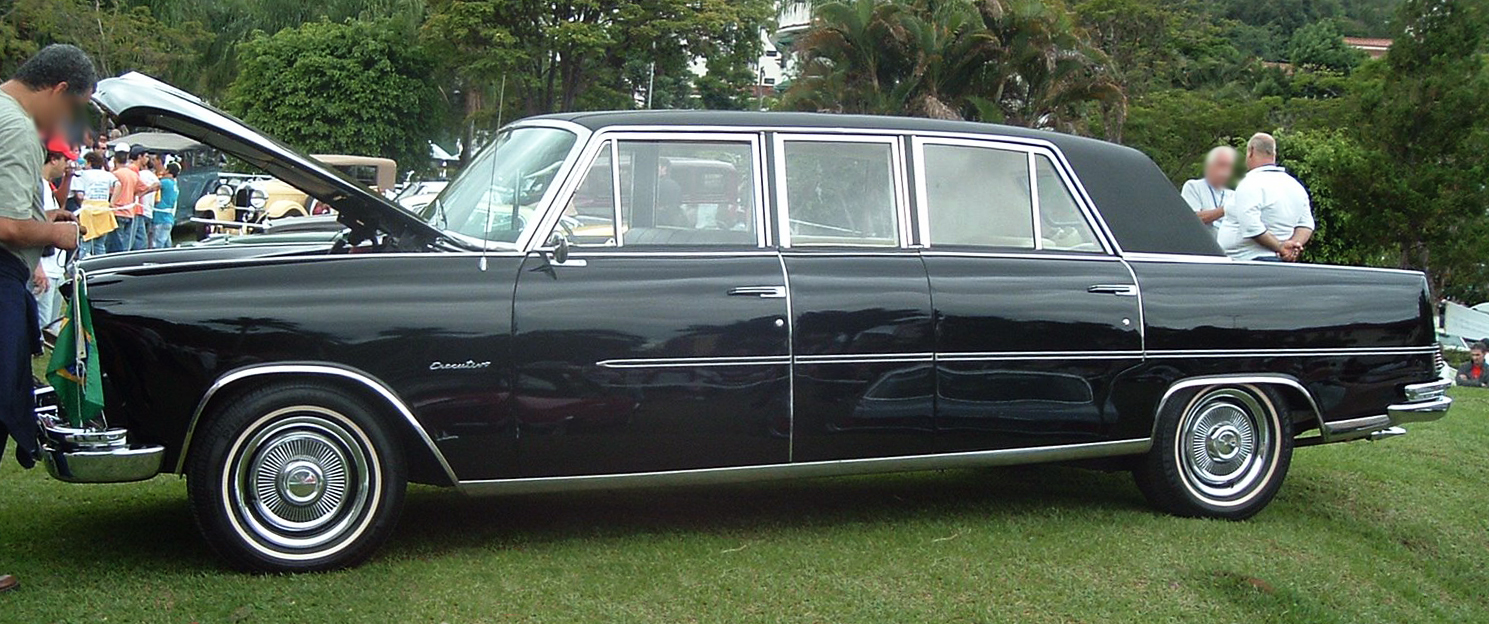
Aero-Willys Itamaraty Executivo (1967)